# 신평초등학교 (부산)
신평초등학교는 대한민국 부산광역시 사하구에 있는 공립 초등학교이다.

## 학교 연혁
- 1967년 8월 9일: 개교

## 참고 자료
- 신평초등학교 - 한국교육학술정보원 학교알리미